# Tuyana Dashidorzhieva
Tuyana Norpolovna Dashidorzhieva (russe : Туяна Норполовна Дашидоржиева ; née le 14 avril 1996) est une archère russe. Elle est sacrée aux championnats du monde de tir à l'arc en 2015.

## Biographie
Tuyana Dashidorzhieva fait ses débuts au tir à l'arc en 2008. Ses premières compétitions internationales ont lieu en 2010. En 2015, elle remporte l'épreuve de tir à l'arc par équipe femme lors des championnats du monde.

## Palmarès
- Jeux olympiques
  - 17e à l'épreuve individuelle femme aux Jeux olympiques d'été de 2016 à Rio de Janeiro.
  -  Médaille d'argent à l'épreuve par équipe femme aux Jeux olympiques d'été de 2016 à Rio de Janeiro (avec Inna Stepanova et Ksenia Perova).

- Championnats du monde[1]
  -  Médaille de bronze à l'épreuve par équipe femme aux championnats du monde junior moins de 18 ans 2011 à Legnica.
  -  Médaille d'argent à l'épreuve par équipe femme aux championnats du monde junior en salle 2012 à Las Vegas.
  -  Médaille de bronze à l'épreuve individuel femme aux championnats du monde junior de 2015 à Yankton.
  -  Médaille de bronze à l'épreuve par équipe femme aux championnats du monde junior en salle de 2016 à Ankara.
  -  Médaille d'or à l'épreuve par équipe femme aux championnats du monde 2015 à Copenhague (avec Inna Stepanova et Ksenia Perova).

- Championnats du monde en salle[1]
  -  Médaille d'argent à l'épreuve par équipe femme aux championnats du monde en salle 2018 à Yankton (avec Elena Osipova et Sayana Tsyrempilova).

- Coupe du monde[1]
  -  Médaille de bronze à l'épreuve par équipe femme à la coupe du monde 2016 de Shanghai.
  -  Médaille d'argent à l'épreuve par équipe femme à la coupe du monde 2016 à Antalya.

- Championnats d'Europe[1]
  -  Médaille d'argent à l'épreuve individuelle femme aux championnats d'Europe de 2016 à Nottingham.

- Championnats d'Europe en salle[1]
  -  Médaille d'argent à l'épreuve par équipe femmes junior aux championnats d'Europe en salle de 2015 à Koper.

- Universiade[1]
  -  Médaille de bronze à l'épreuve par équipe femme aux Universiade d'été de 2015 de Gwangju.
  -  Médaille de bronze à l'épreuve par équipe femme aux Universiade d'été de 2017 de Taipei.